# Sinfonía n.º 1 (Rimski-Kórsakov)

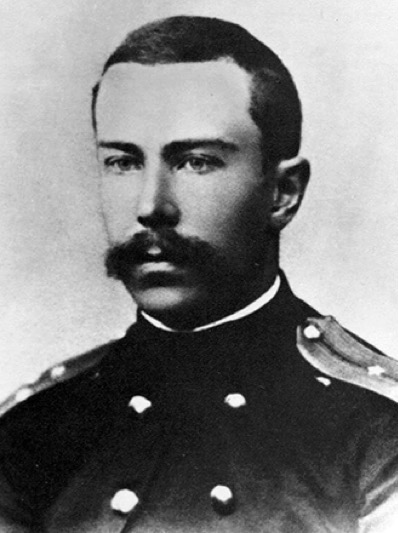
Rimski-Kórsakov, 1866.

La Sinfonía n.° 1 en mi menor , op. 1 (originalmente, en mi bemol menor) de Nikolái Rimski-Kórsakov fue compuesta entre 1861 y 1865 bajo la dirección de Mili Balákirev. Balákirev también estrenó la obra en un concierto de la Escuela de Música Libre en diciembre de 1865. Rimski-Kórsakov la revisó en 1884. 

## Forma
La sinfonía está escrita en los cuatro movimientos habituales: 
1. Largo assai — Allegro
2. Andante tranquillo
3. Scherzo. Vivace
4. Allegro assai

## Visión general

### Composición
Antes de conocer a Balákirev, Rimski-Kórsakov había compuesto, entre otras obras, «algo así como el comienzo de una sinfonía en mi bemol menor». Estas piezas fueron el fruto de lecciones de composición con FA Kanille, con quien comenzó a estudiar en el otoño de 1859. En noviembre de 1861, Kanille le presentó a Balákirev. Balákirev aprobó las obras que Rimski-Kórsakov había escrito hasta el momento, animándolo a continuar trabajando en la sinfonía. Por consejo de Balákirev, Rimski-Kórsakov continuó escribiendo el primer movimiento. Balákirev sometió esta música a una crítica considerable; Rimski-Kórsakov incorporó sus cambios sugeridos con celo. Una vez que terminó este movimiento, Rimski-Kórsakov intentó orquestarlo y se sintió avergonzado por los resultados. Balákirev orquestó la primera página del movimiento para él. A partir de ahí, el proceso fue más suave. 
Cuando la marina envió a Rimski-Kórsakov a un crucero por el mundo de tres años en 1862, había completado el primer movimiento, scherzo y final de la sinfonía. Escribió el movimiento lento durante una parada en Inglaterra, luego envió la partitura a Balákirev antes de volver al mar. A su regreso a San Petersburgo en 1865, Balákirev sugirió que Rimski-Kórsakov continuara el trabajo en la sinfonía. Lo hizo, escribiendo un trío para el Scherzo y reorquestando todo el trabajo. Balákirev dirigió el exitoso estreno de la sinfonía en diciembre de 1865. Rimski-Kórsakov apareció en el escenario en uniforme para reconocer el aplauso (las regulaciones exigían que los oficiales permanezcan en uniforme incluso cuando están fuera de servicio). Al verlo, la audiencia se sorprendió de que un oficial naval hubiera escrito tal trabajo. Una segunda actuación siguió rápidamente en marzo de 1866 bajo la batuta de Konstantin Liádov, padre del compositor Anatoli Liádov.

### La «primera sinfonía rusa»
Como líder de «Los Cinco», Balákirev alentó el uso de temas y armonías orientales para diferenciar su música «rusa» del sinfonismo alemán de Antón Rubinstein y otros compositores occidentales. Debido a que Rimski-Kórsakov usó melodías rusas y orientales en su Primera Sinfonía, Vladimir Stasov y los otros nacionalistas la llamaron la «primera sinfonía rusa», a pesar de que Rubinstein había escrito su Sinfonía Océano una docena de años antes.  Estos eran temas que Balákirev había transcrito en el Cáucaso.  «La sinfonía es buena», escribió César Cui , miembro de «Los Cinco», a Rimski-Kórsakov en 1863, mientras que este estaba fuera en un despliegue naval. «La tocamos hace unos días en casa de Balákirev, para gran placer de Stasov. Es realmente rusa. Solo un ruso podría haberlo compuesto, porque carece del más mínimo rastro de cualquier germanidad estancada».

### Influencias
A pesar del comentario de Cui, una buena cantidad de influencia no rusa se plasma en la Primera Sinfonía. Entre los modelos que Rimski-Kórsakov reconoció se encuentran la Obertura Manfredo y la Tercera Sinfonía de Robert Schumann, el Príncipe Kholmsky de Mijaíl Glinka y la Jota Aragonesa y la Obertura de Lear de Balákirev. La influencia de la música de Schumann resultó especialmente significativa. Sin experiencia en orquestación, recurrió al tratado de orquestación de Hector Berlioz, así como a los consejos de Balákirev. «Sentí que ignoraba muchas cosas», escribió más tarde Rimski-Kórsakov, «pero estaba convencido de que Balákirev lo sabía todo en el mundo, y que hábilmente me ocultó y a los demás [entre 'Los Cinco'] la insuficiencia de su información. Pero en la coloración orquestal y la combinación de instrumentos él era una buena mano práctica, y sus consejos fueron invaluables para mí».

### Revisión
En 1884, Rimski-Kórsakov revisó a fondo su Primera Sinfonía. Transportó la sinfonía de mi bemol menor a mi menor, para permitir que las orquestas la interpretaran más fácilmente y permitir así que se convirtiera en una pieza de repertorio para orquestas de estudiantes y amateurs. También invirtió el orden entre el movimiento lento y el scherzo.